# Желтоносая кряква
Желтоносая кряква (лат. Anas undulata) — настоящая утка длиной 51-58 см, многочисленный постоянный житель южной и восточной Африки.

## Описание
Утка размером с крякву, в основном серая с тёмной головой и ярко-жёлтым клювом. Крылья снизу беловатые, а сверху показывается зелёное, окаймлённое белым, зеркало.
Самец и самка похожи, молодые особи незначительно темнее взрослых. Северо-восточная разновидность темнее, клюв у неё ярче, а зеркало синее.
Самец издает свист, похожий на свист чирка-свистунка, на который самка отвечает кряканьем, похожим на кряканье кряквы.

## Ареал
Желтоносая кряква выбирает в качестве мест обитания водоёмы с чистой водой и совершенно открытые местности.
Эта неперелётная утка, но в сухой сезон она странствует в поисках подходящих водоёмов. Это стайная птица вне сезона размножения и формирует большие стаи.
Желтоносая кряква — один из видов, к которому применяется Соглашение о Защите Африкано-Евразийских Перелётных Птиц (AEWA). Численность южного номинативного подвида сокращается из-за скрещивания с кряквой (Rhymer 2006).

## Питание
Питается путём добывания на поверхности воды растительной пищи главным образом вечером или ночью.

## Размножение
Гнёзда строит на поверхности земли в густой растительности вблизи воды. Кладка содержит от 6 до 12 яиц.

## Подвиды
Международный союз орнитологов выделяет два подвида:
- Anas undulata rueppelli — восточный Судан, Эфиопия и северная Кения;
- Anas undulata undulata — от северной Кении до Анголы и Южной Африки.

## Фотогалерея

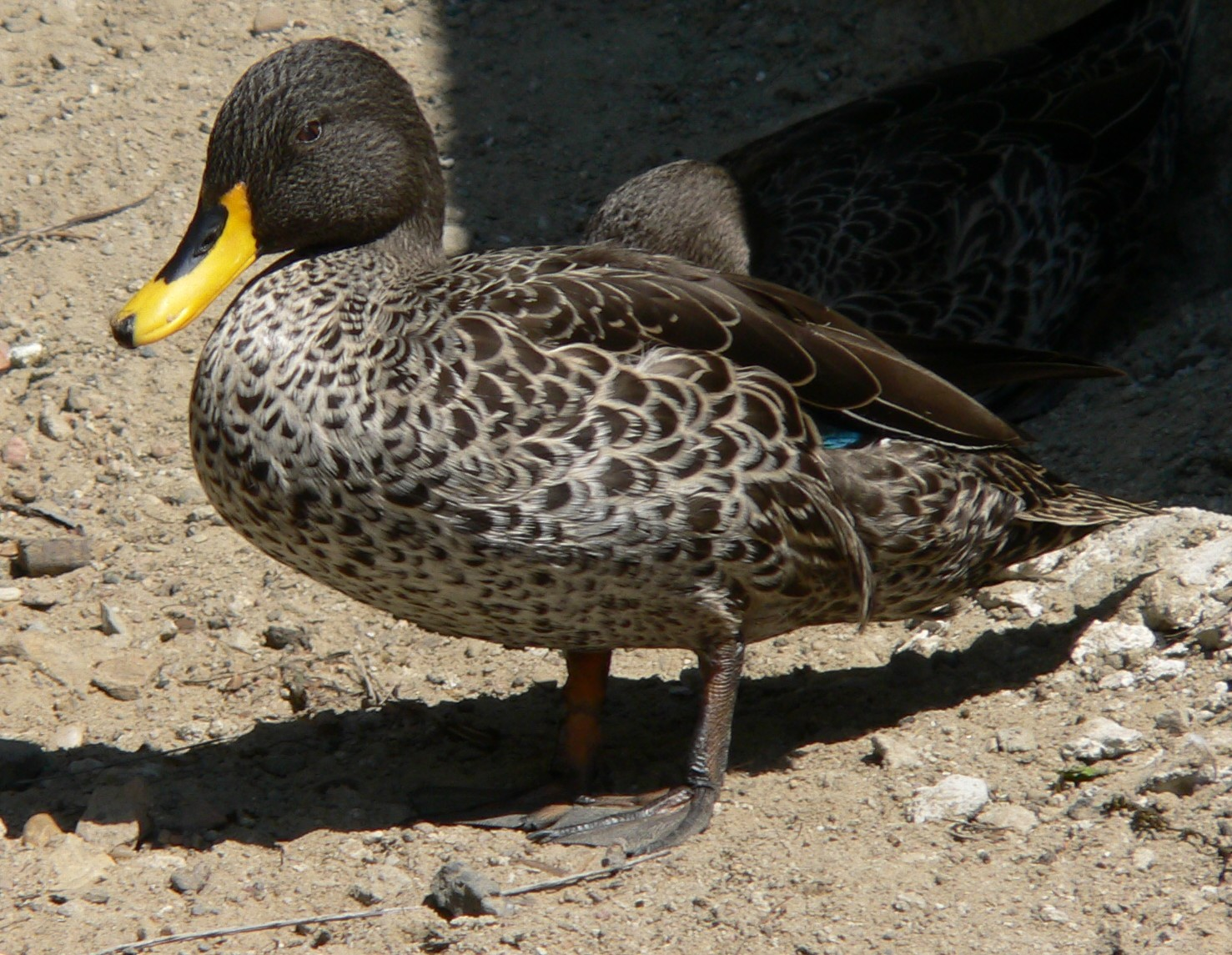
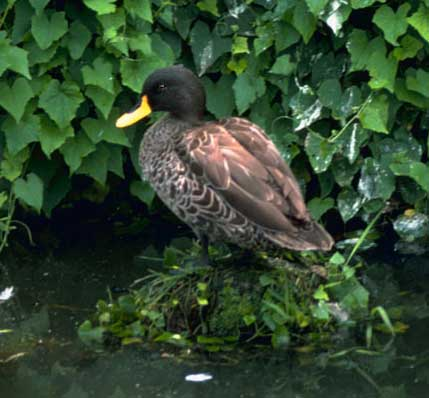
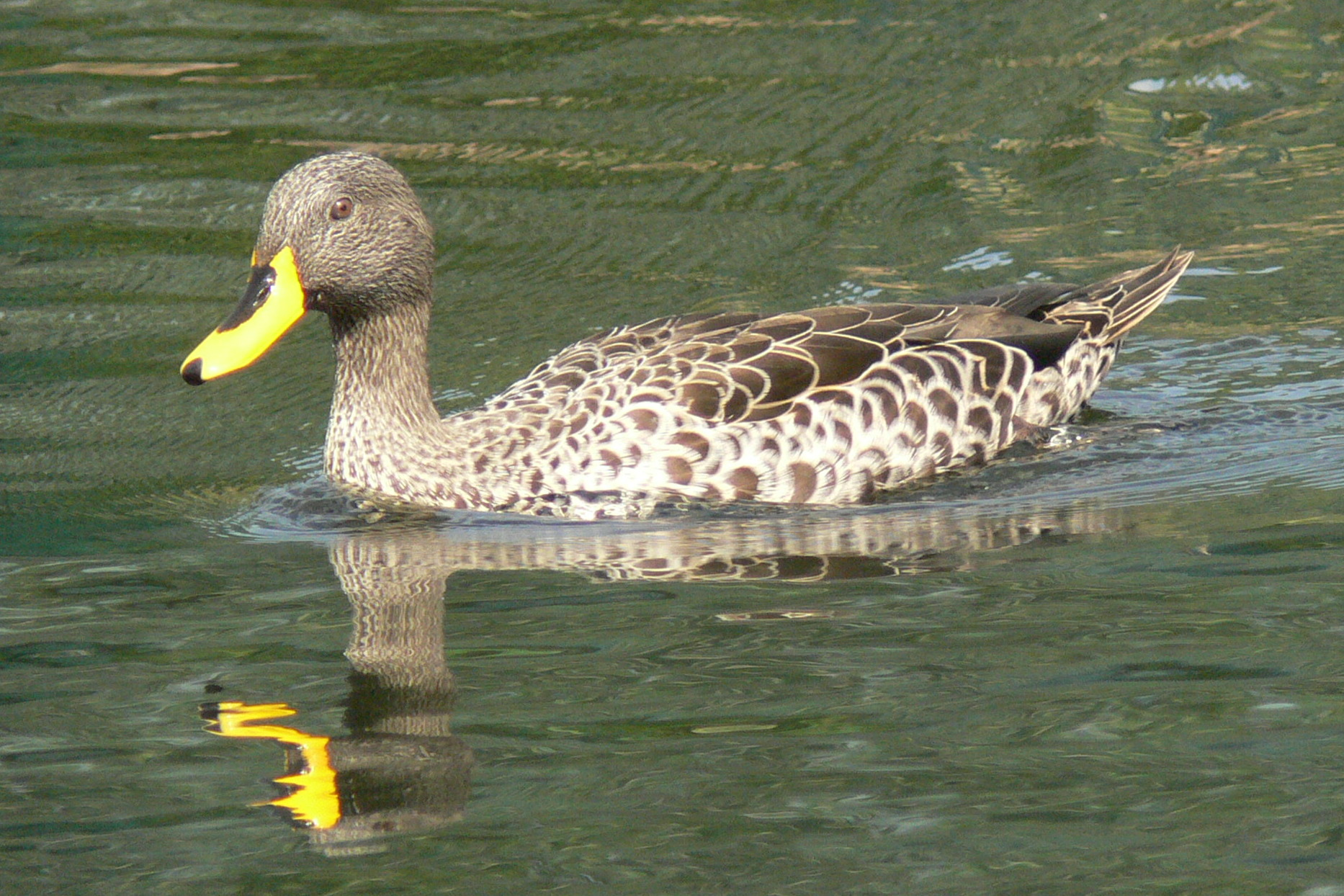
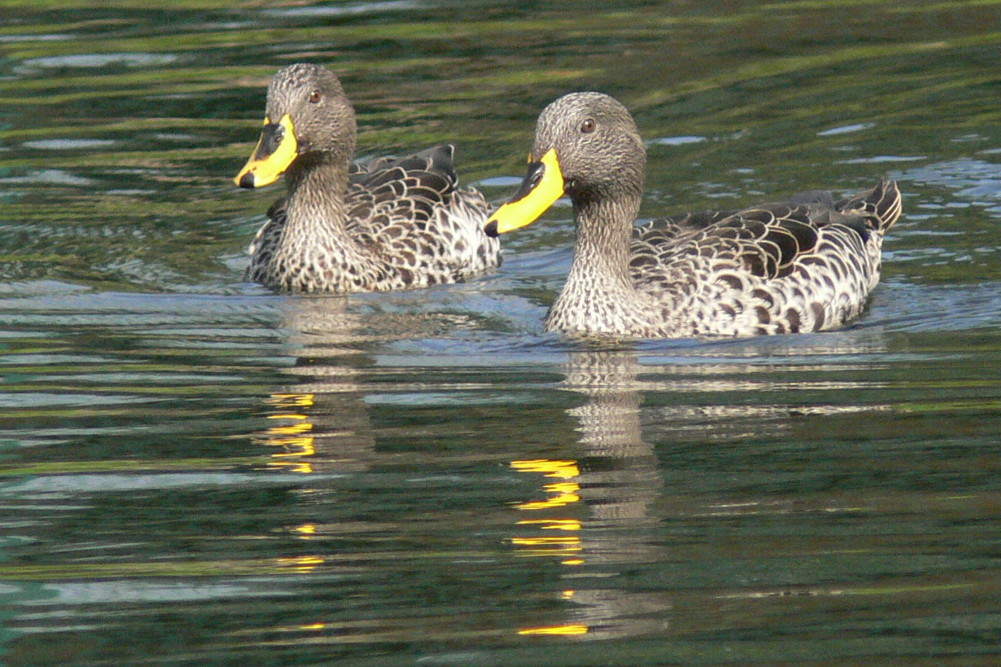
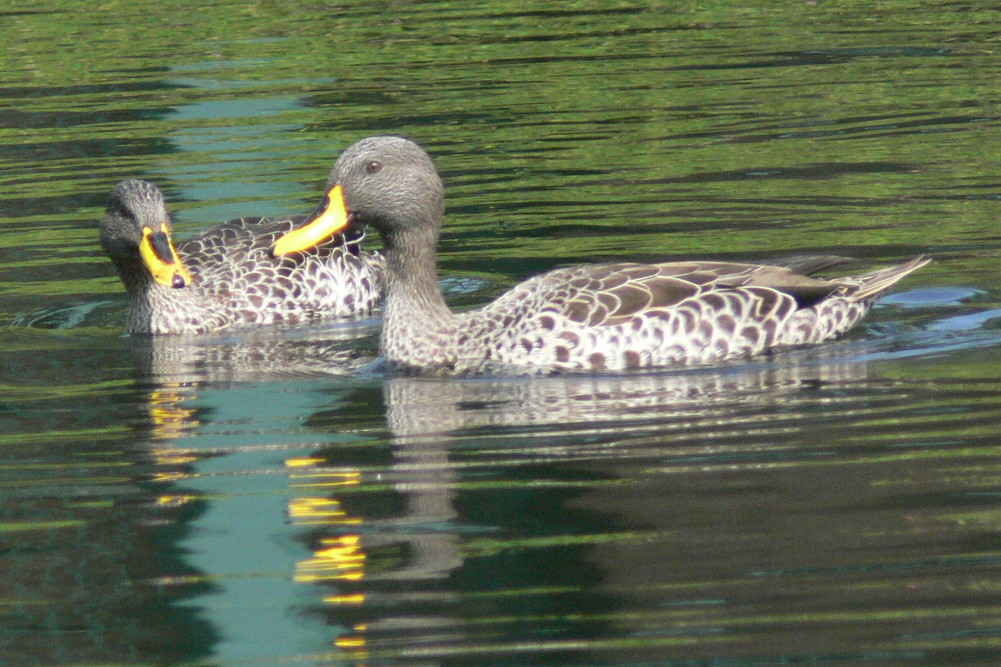